# Письмо Аристея
Письмо Аристея — Аристей (псевдо-Аристей) — эллинизированный еврей, представляющийся в «Письме» греком, живший в III в. до н. э. Согласно сюжету его «Письма», Птолемей Филадельф поручил ему привезти из Иерусалима священные книги еврейской Библии и 72 учёных от 12 колен израилевых, чтобы перевести Ветхий Завет на греческий язык. Результат перевода известен как Септуагинта.
Иосиф Флавий пересказывает около двух пятых письма в своих работах.
Противоречия и анахронизмы автора, исследованные современными учёными, датируют письмо приблизительно 170—130 годами до нашей эры.

## Критика
В 2001 году Брюс Метцгер писал:

«Большинство учёных, которые проанализировали письмо пришли к выводу, что автор не мог быть человеком, которым он представлялся; это на самом деле был еврей, который написал фиктивное повествование в целях повышения важности Еврейских Писаний, создавая впечатление, что языческий царь узнал об их значении и поэтому организовал их перевод на греческий язык».

## Издания
- Годи в «De bibliorum textu originali» (Оксф., 1705), далее в
- «Dissertatio super Aristea» (Амстер., 1705)
- Галландис — «Bibliotheca patrum» (2 т.) и
- Мерца в «Archiv» (1868, 3 тетр., т. I) с критическим примечанием Шмидта

## Переводы
- Перевод В. Ф. Иваницкого, 1916, в: В. Ф. Иваницкий. Письмо Аристея к Филократу (введение, перевод и комментарии), Труды Киевской духовной академии, 1916, II, июль-август, с.153-198, сентябрь-октябрь с.1-37, ноябрь, с.197-225 скан издания в pdf, скан издания в djvu, текст в современной орфографии Архивная копия от 19 июля 2020 на Wayback Machine